# خواکین والریو
خواکین والریو (انگلیسی: Joaquín Valerio؛ زادهٔ ۱۲ ژانویهٔ ۱۹۷۳) بازیکن فوتبال اهل اسپانیا است.
از باشگاه‌هایی که در آن بازی کرده‌است می‌توان به باشگاه فوتبال هرکولس، باشگاه فوتبال رئال مادرید، باشگاه فوتبال رئال بتیس، باشگاه فوتبال آلباسته بالومپیه، باشگاه فوتبال رئال مادرید کاستیا، باشگاه فوتبال آلمریا، باشگاه فوتبال الچه، و باشگاه ورزشی تنریف اشاره کرد.